# Harvey Lembeck
Harvey Lembeck (Brooklyn, 15 aprile 1923 – Los Angeles, 5 gennaio 1982) è stato un attore statunitense.

## Filmografia parziale

### Cinema
- Il comandante Johnny (You're in the Navy Now), regia di Henry Hathaway (1951)
- Le rane del mare (The Frogmen), regia di Lloyd Bacon (1951)
- Girls in the Night, regia di Jack Arnold (1953)
- Stalag 17, regia di Billy Wilder (1953)
- Rapina a... nave armata (Sail a Crooked Ship), regia di Irving Brecher (1961)
- Uno sguardo dal ponte (Vu du pont), regia di Sidney Lumet (1962)
- Vacanze sulla spiaggia (Beach Party), regia di William Asher (1963)
- Pigiama party (Pajama Party), regia di Don Weis (1964)
- Una sirena sulla spiaggia (Beach Blanket Bingo), regia di William Asher (1965)
- L'ultima donna non esiste (There Is No 13), regia di William Sachs (1974)

### Televisione
- Make Room for Daddy – serie TV, 6 episodi (1953-1954)
- The Phil Silvers Show – serie TV, 142 episodi (1955-1959)
- Mr. Novak – serie TV, episodio 2x06 (1964)
- Ensign O'Toole – serie TV, 32 episodi (1962-1963)
- Organizzazione U.N.C.L.E. (The Man from U.N.C.L.E.) – serie TV, episodio 2x05 (1965)
- Operazione ladro (It Takes a Thief) – serie TV, episodio 2x02 (1968)
- CHiPs – serie TV, episodio 1x15 (1978)
- Mork & Mindy – serie TV, 2 episodi (1981-1982)